# سقنقور كاليدوني
سقنقور كاليدوني (الاسم العلمي: Caledoniscincus)، جنس عظاءات من فصيلة السقنقورية. الجنس مستوطن في كاليدونيا الجديدة.

## الأنواع
الأنواع الـ 14 التالية تُعرف على أنها صحيحة:
- Caledoniscincus aquilonius Ross Allen Sadlier [الإنجليزية], Aaron Matthew Bauer [الإنجليزية] & Colgan, 1999[3] - سقنقور النِثار الشمالي
- Caledoniscincus atropunctatus (جان رو, 1913) - سقنقور النثار المرقط
- Caledoniscincus auratus Sadlier, Bauer & Colgan, 1999[3] - سقنقور النثار كوماك
- Caledoniscincus austrocaledonicus (Bavay, 1869) - سقنقور النثار الشائع
- Caledoniscincus chazeaui Sadlier, Bauer & Colgan, 1999[3] - سقنقور النثار تشازو
- Caledoniscincus constellatus Sadlier, A. Whitaker، Wood & Bauer, 2012[5]
- Caledoniscincus cryptos Sadlier, Bauer & Colgan, 1999[3] - سقنقور النثار الغامض
- Caledoniscincus festivus (Roux, 1913) - سقنقور النثار العملاق
- Caledoniscincus haplorhinus (ألبرت غونتر, 1872) -سقنقور النثار الضفي
- Caledoniscincus notialis Sadlier, S.A. Smith, Bauer & Wood, 2013 - southern litter skink
- Caledoniscincus orestes Sadlier, 1987 -سقنقور النثار بانييه
- Caledoniscincus pelletieri Sadlier, A. Whitaker, Wood & Bauer, 2014 - سقنقور النثار بيليتييه
- Caledoniscincus renevieri Sadlier, Bauer & Colgan, 1999[3] - سقنقور النثار رينفير
- Caledoniscincus terma Sadlier, Bauer & Colgan, 1999[3] - سقنقور النثار ماندجيليا

تنبية تشير التسمية الثنائية التي بين قوسين إلى أن هذا النوع وصف في الأصل في جنس آخر غير السقنقور الكاليدوني.

## للاستزادة
- Ross Allen Sadlier [الإنجليزية] (1987). "A review of the scincid lizards of New Caledonia". Records of the Australian Museum 39 (1): 1-66. (Caledoniscincus, new genus, p. 37).